# Theocolax phloeosini
Theocolax phloeosini är en stekelart som beskrevs av Yang 1989. Theocolax phloeosini ingår i släktet Theocolax och familjen puppglanssteklar. Inga underarter finns listade i Catalogue of Life.